# Rock'n'Ball
Рок-н-болл - український фільм режисера Дмитра Приходько.

## Про фільм
10-ти річний Діма не має батьків, не хоче солодощів, не хоче велосипед, і не хоче собаку. Все що він хоче в житті - це грати у футбол. Все що він хоче зараз - знайти батька хоча б на один день. Йому все рівно хто він, багатий чи бідний, молодий чи старий, чорний або білий. Головне щоб він був. Був в неділю, коли Діма буде здавати іспит в школу футболу. Доля дає йому дивний шанс. Діма знаходить "батька". Цей "Батько" не має грошей і документів, він думає про сигарети і випивку, і постійно говорить про щось дідусеві, якого хоче знайти. Батько на один день - не проблема. Проблема знайти взаєморозуміння, адже... він поляк і не говорить по-русски! Так починається історія про "маленького дорослому" і "велику дитину", про те хто вірить у диво і про те, хто втратив віру в щастя. Про те, що якщо кожен з нас: багатий чи бідний, поляк чи українець, погодитися стати для самотнього дитини "батьком" навіть нехай на один день, може зробити його щасливим на все життя.